# Bartosz Białkowski
Bartosz Marek Białkowski (Braniewo, Polonia, 6 de julio de 1987) es un exfutbolista polaco que jugaba como portero. Fue internacional con la selección de Polonia.

## Trayectoria

### Inicios
Nacido en Braniewo, Polonia, Białkowski debutó en la Ekstraklasa el 30 de octubre de 2004 con el Górnik Zabrze en la derrota por 3-1 ante Dyskobolia Grodzisk. Salió de la banca para reemplazar al portero titular Piotr Lech, quien había sido expulsado por una segunda tarjeta amarilla justo dos minutos antes de que Białkowski entrara al campo a los 69 minutos del juego.

### Southampton
El 9 de enero de 2006, Białkowski firmó para Southampton. Su debut fue contra el Crystal Palace el 25 de enero de 2006, lo que resultó en un empate 0-0. También apareció por primera vez en la FA Cup, en la victoria por 1-0 ante el Leicester City el 28 de enero de 2006.
Białkowski se lesionó al final de la temporada 2005-06 y por la primera parte de la temporada 2006-07, después de haber caído torpemente tratando de recoger el balón en un partido de la quinta ronda de la FA Cup contra el Newcastle el 18 de febrero de 2006. George Burley no pudo sustituirlo ya que el gerente ya había usado tres sustitutos. Dexter Blackstock reemplazó a Białkowski e impidió que Albert Luque anotara su primer gol de Newcastle.
Después de esperar su oportunidad después de regresar al gimnasio, Białkowski regresó a la alineación titular del Southampton contra el Colchester United el 16 de marzo de 2007 como resultado de una suspensión de tres partidos para Kelvin Davis. Conservó su lugar después de que Davis volviera a estar disponible con algunas buenas actuaciones, incluida la de salvar una penalización de Michael Kightly en la victoria por 6-0 con el Wolverhampton Wanderers el 31 de marzo de 2007.
Białkowski fue reemplazado por Davis al comienzo de la temporada 2007-08 cuando Southampton perdió 4-1 ante Crystal Palace en el Championship y 2-1 ante Peterborough United en la Copa de la Liga.
El 17 de marzo de 2009, Białkowski se unió a Ipswich en préstamo hasta el final de la temporada. En su primera aparición para las reservas de Ipswich, Białkowski recibió una tarjeta roja por tocar el balón fuera del área. Él no hizo una aparición para los Tractor Boys y regresó a Southampton al final de la temporada.
El 28 de septiembre de 2009, Białkowski se unió a Barnsley de la Football League Championship, en un préstamo de emergencia de una semana Jugó en dos partidos del Championship, luego regresó a Southampton en League One. El 24 de noviembre hizo su primera aparición en la liga para Southampton en más de dos años, reemplazando al lesionado Kelvin Davis en el minuto 61 del partido contra Hartlepool. Comenzó los siguientes seis partidos hasta que Davis se recuperó de su lesión. Con la expiración del contrato de Białkowski en junio, Southampton le ofreció una extensión en mayo de 2010.
En junio de 2010, se informó que Białkowski había fichado por el equipo portugués SC Braga, pero el 25 de junio lo negó y dijo: "Volveré a Southampton para el comienzo de la temporada y espero quedarme con ellos". El 5 de agosto, Białkowski firmó una extensión de contrato de dos años con Southampton, con la opción de extenderlo otros dos años.
Białkowski hizo su aparición en la liga de la temporada 2011-12 en el empate 2-2 con Blackpool. Fue liberado al final de la temporada después de que el club decidió liberar a once jugadores. Antes de su lanzamiento, Białkowski era el jugador con más tiempo en el Southampton en el equipo actual.

### Notts County
El 15 de junio de 2012 Białkowski firmó para el Notts County en un contrato de tres años, donde fue nombrado portero titular del Notts County. Hizo su debut en Notts County el 11 de agosto de 2012 en la eliminatoria de la Copa de la Liga en casa contra Bradford City. Mantuvo su arco limpio para el club en la victoria por 2-0 sobre Hartlepool. Białkowski fue elogiado por el mánager del Notts County, Keith Curle, después de un comienzo de temporada impresionante, Curle describió su actuación ante el Sheffield United como "excepcional" y creía que Białkowski era "uno de los mejores porteros de la liga".
Białkowski mantuvo su arco limpio por quinta vez de la temporada en una victoria por 4-0 sobre Carlisle. Su 10.º arco limpio de la temporada vino contra Oldham, ya que Notts los venció 1-0. En su siguiente juego contra Leyton Orient, Białkowski estuvo involucrado en una colisión con Charlie MacDonald, fue llevado fuera del campo y llevado al hospital donde fue tratado por una conmoción cerebral y un corte profundo en la frente. Białkowski hizo su regreso a la acción en un empate 1-1 con Walsall. Białkowski fue elogiado por el equipo de Notts County en el empate 0-0 con Swindon como hizo una serie de salvamentos vitales. "Hablé con Pilks después del juego y me dijo que era el mejor juego que había tenido para Notts County, así que estoy muy contento. Me sentí inmejorable, especialmente en la segunda mitad, donde hice algunas paradas y seguí diciendo 'intenta y vencerme', porque estaba tan seguro". En su primera temporada para el club, Bartosz jugó 40 partidos de liga y mantuvo su arco en cero 14 oportunidades.

### Ipswich Town
El 15 de julio de 2014, Białkowski firmó un contrato de dos años con Ipswich Town. Marcó su debut en la liga con Ipswich Town con su arco limpio en la victoria por 2-0 ante Blackpool el 1 de noviembre de 2014. Mantuvo su lugar durante la mayor parte de la temporada cuando Town llegó a los play-offs de la liga, pero se quedó fuera de la liga. el equipo por razones compasivas tras la muerte de su padre en agosto de 2015. El guardameta del compañero Dean Gerken lo mantuvo fuera del equipo hasta que se lesionó a principios de 2016 y Białkowski regresó con una serie de actuaciones impresionantes en las que ganó consecutivamente premio al jugador del mes y luego el Jugador del Año de los Partidarios para 2015-16.

### Millwall
El 30 de junio de 2019, el Millwall logró su cesión por una temporada. El 27 de enero de 2020 fue adquirido en propiedad.

## Selección nacional

### Categorías inferiores
Durante un partido contra España sub-21, recibió una tarjeta roja después de manejar el balón fuera del área penal.[cita requerida]

## Palmarés

### Campeonatos nacionales
| Título     | Club              | País       | Año  |
| ---------- | ----------------- | ---------- | ---- |
| EFL Trophy | Southampton F. C. | Inglaterra | 2010 |

### Distinciones individuales
| Distinción      | Año     |
| --------------- | ------- |
| Jugador del Año | 2015-16 |
| Jugador del Año | 2016-17 |
| Jugador del Año | 2017-18 |